# 英卡塘鳢属
英卡塘鳢属为鰕虎鱼目鰕虎鱼亚目塘鱧科下的一个属。

## 下属物种
- 多鱗英卡塘鱧(Incara multisquamatus)

## 扩展阅读
- 維基物種上的相關：英卡塘鱧属
- WoRMS数据：http://www.marinespecies.org/aphia.php?p=taxdetails&id=269495 （页面存档备份，存于）